# Julius Kazakauskas
Julius Kazakauskas (Klaipėda, 22 dicembre 1990) è un cestista lituano.